# 冨士谷薬品
冨士谷薬品株式会社（ふじたにやくひん）は、徳島県小松島市に本社を置く医薬品・一般用医薬品の卸売を中心とする日本の企業であった。
現在はスズケングループの一社・アスティスである。

## 概要
明治中期に「典薬小西薬輔」として創業し、アンソク散本輔として中国・四国・九州地区に配置販売業を開始。昭和初期から有力メーカーの特約店として発展する。
1963年（昭和38年）に徳島県小松島市の鈴江日進堂株式会社に卸部門を譲渡。